# Държавно устройство на Кения
Кения е президентска република.

## Законодателна власт
Законодателен орган в Кения е еднокамарен парламент, който се състои от 224 депутата, като 210 от тях се избират пропорционално, за срок от 5 години.

## Съдебна власт
Съдебната власт се оглавява от Върховния съд, чийто състав се назначава от президента.